# At the Heart of Winter
At the Heart of Winter är det femte studioalbumet av det norska black metal-bandet Immortal. Albumet utgavs 1999 av skivbolaget Osmose Productions. Albumet er det första där Demonaz inte spelar gitarr. Han lider av tendinitis i händerna, men skriver fortfarande texter.

## Låtlista
1. "Withstand the Fall of Time" – 8:29
2. "Solarfall" – 6:02
3. "Tragedies Blows at Horizon" – 8:55
4. "Where Dark and Light Don't Differ" – 6:45
5. "At the Heart of Winter" – 8:00
6. "Years of Silent Sorrow" – 7:53

- Text: Demonaz Doom Occulta
- Musik: Abbath Doom Occulta

## Medverkande
Musiker (Immortal-medlemmar)
- Abbath Doom Occulta (Olve Eikemo) – sång, basgitarr, gitarr, synthesizer
- Demonaz Doom Occulta (Harald Nævdal) – sångtexter
- Horgh (Reidar Horghagen) – trummor

Produktion
- Peter Tägtgren – producent, ljudtekniker, ljudmix
- Graf'iK sarl – omslagsdesign
- Jean-Pascal Fournier – omslagskonst